# Sân bay Leknes
Sân bay Leknes (tiếng Na Uy:Leknes lufthavn) (IATA: LKN, ICAO: ENLK) là một sân bay khu vực phục vụ Leknes ở Nordland, Na Uy. Năm 2005 Sân bay Leknes đã phục vụ 74.572 lượt khách. Đơn vị vận hành sân bay là Avinor.
Hãng Widerøe hoạt động ở đây với máy bay Dash 8 kết nối cộng đồng này với Bodø và các cộng đồng khác ở Nordland. Các tuyến bay này thực hiện theo hợp đồng nghĩa vụ dịch vụ công cộng Bộ Giao thông Vận tải Na Uy Bộ Giao thông Vận tải Na Uy.

## Các hãng hàng không và các tuyến bay
- Widerøe (Bodø, Svolvær)